# Piotr Przydział
Piotr Przydzial (Sędziszów Małopolski, 15 mei 1974) is een Pools wielrenner. Hij werd in 2002 positief bevonden op het gebruik van epo. De Poolse wielerbond legde hem een schorsing op van acht maanden.

## Belangrijkste overwinningen
1999
- 8e etappe Vredeskoers
- 8e etappe Ronde van Portugal
- Berg- en sprintklassement Ronde van Polen

2000
- Eindklassement Ronde van Polen

2001
- Eindklassement Bałtyk-Karkonosze Tour

2003
- Pools kampioen op de weg, Elite

## Resultaten in voornaamste wedstrijden
| Jaar | Ronde van Italië | Ronde van Frankrijk | Ronde van Spanje |
| ---- | ---------------- | ------------------- | ---------------- |
| 2001 |                  |                     |                  |
| 2003 | opgave           |                     |                  |

| Jaar | Ronde van Lombardije |  | WK op de weg |
| ---- | -------------------- |  | ------------ |
| 2001 |                      |  | 80e          |
| 2003 | 63e                  |  |              |